# Georg von Garßen
Georg von Garßen, auch Georg von Garssen, (* 1852; † 1923) war ein deutscher Politiker und Bürgermeister der Stadt Goslar von 1882 bis 1917. Die Stadt würdigte seine Leistungen 1917 mit der Ehrenbürgerwürde. Nach ihm ist die Von-Garßen-Straße in Goslar benannt.

## Leben und Wirken
Während seines Studiums wurde von Garßen 1869 Mitglied der Verbindung, der späteren Burschenschaft Frisia Göttingen. Er wurde als Reserveoffizier nach Kriegsteilnahme gegen Frankreich (1870/71) im Jahre 1879 geheimer Regierungsrat und als Stadtsyndikus (Justitiar) zunächst Vertreter, dann ab 1882 gewählter Bürgermeister und Nachfolger von Theodor Tappen. In der Goslarer Chronik rühmte die Stadt Georg von Garßen als „Einer der Besten“. Er war maßgeblich verantwortlich für vertragliche Regulierungen mit dem Herzogtum Braunschweig. Er plante und förderte die spätere städtebauliche Erschließung der Stadtgebiete am Georgenberg (ab 1898) und am Steinberg (ab 1900). In seiner Amtszeit entstand dort ein Kranz vornehmer Villen. Neuer Wohnraum musste geschaffen werden, da die Bevölkerung Goslars stetig wuchs. So stieg die Einwohnerzahl von 10.790 im Jahr 1880 auf über 27.881 Bürger im Jahr 1925. Bei seinem 25. Dienstjubiläum als Bürgermeister hatte sich die Einwohnerzahl bereits fast verdoppelt.
Die erste Gasanstalt, das neue Elektrizitätswerk (1900) in der Hildesheimer Straße (heute Kulturkraftwerk), das Schlachthaus (Schlachthof Okerstraße), neue Wasserleitungen, die Kanalisation und eine Badeanstalt wurden gebaut. Bürgermeister von Garßen beschloss beträchtliche Erneuerungen wie den Neubau des Vereinskrankenhauses in der Spitalstraße (1883–1966). Hinzu kamen der Bau des Gymnasialgebäudes in der Schilderstraße (Ratsgymnasium) und die „Höhere Mädchenschule“ (später CVD-Gymnasium). Aber seine ganze Aufmerksamkeit galt der Pflege und Erhaltung der Kaiserpfalz. Er eröffnete am 1. Mai 1883 die Eisenbahnstrecke nach Grauhof und Langelsheim. Goslar wuchs langsam zu einem bedeutenden Verkehrsmittelpunkt auch für Wirtschaft und Fremdenverkehr. Viele zugereiste Beamte und Pensionäre ließen den Anteil der Rentner in der Stadt von 1326 im Jahr 1895 auf über 2133 im Jahr 1907 steigen. Goslar wurde mit seinen schönen Villen, Pensionen und Hotels am grünen Stadtrand zum „Pensionopolis“ der Gründerzeit. Goslar verdankt von Garßen seine schönsten Stadtviertel und Villen außerhalb der Altstadt. Bis 1917 war er auch Mitglied im Provinziallandtag der Provinz Hannover. Nachfolger als Oberbürgermeister und als Abgeordneter wurde Friedrich Klinge.
Er starb am 23. Januar 1923 und wurde ehrenvoll auf dem Waldfriedhof an der Hildesheimer Straße beigesetzt.

## Familie
Sein Sohn Adolf von Garßen (1885–1946) wurde im März 1932 zum Präsidenten des Oberlandesgerichts Celle ernannt. Er war einer von zwei Präsidenten reichsweit, die 1933 ihre Stellung behielten. Im Mai 1933 trat er in die NSDAP ein (Mitgliedsnummer 2.624.517) und war Mitglied des RDB und des BNSDJ. Am 12. April 1945 wurde er durch die Britischen Militärbehörden inhaftiert, da eine Mitverantwortung für das Konzentrationslager Bergen-Belsen angenommen wurde. Er starb 1946 im Feldlazarett.